# Доњи Бараћи
Доњи Бараћи су насељено мјесто у општини Мркоњић Град, Република Српска, БиХ. Према попису становништва из 1991. у насељу је живјело 524 становника.

## Географија
Удаљени су 27 километара од града. Село се данас налази у оквиру мјесне заједнице Бараћи.

## Историја
До 1963. године, Бараћи су били општина, која је тада укинута и припојена општини Мркоњић Град. Општину Бараћи чинило је 12 насељених мјеста: Герзово, Горња Пецка, Горња Подгорја, Горњи Бараћи, Доња Пецка, Доња Подгорја, Доњи Бараћи, Јасенови Потоци, Медна, Млиниште, Трново и Убовића Брдо. Ова општина је на попису из 1961. године имала 11.104 становника, а од тога 11.048 (99,49%) Срба.

## Становништво
Према службеном попису становништва из 1991. године, Доњи Бараћи су имали 524 становника. Срби су чинили око 99% од укупног броја житеља.
Мјесна заједница Бараћи је 1991. године имала 1.029 становника.
| Националност       | 1991.     | 1981.        | 1971.        | 1961. |
| Срби               | 519       | 612 (96,68%) | 730 (97,07%) | 626   |
| Хрвати             | 5 (0,95%) | 6 (0,94%)    | 2 (0,26%)    | 1     |
| Југословени        |           | 7 (1,10%)    | 6 (0,79%)    | 1     |
| Црногорци          |           | 3            | 5            | 1     |
| Албанци            |           | 4            | 5            | 1     |
| Македонци          |           |              |              | 5     |
| Муслимани          |           |              | 1 (0,13%)    |       |
| остали и непознато | 1 (0,19%) | 1            | 2            | 3     |
| Укупно             | 525       | 633          | 752          | 639   |